# Championnats d'Europe juniors d'haltérophilie
Les championnats d'Europe juniors d'haltérophilie sont une compétition sportive annuelle sous l'égide de la Fédération européenne d'haltérophilie (EWF). De la première édition en 1975 jusqu'en 1997, l'épreuve est exclusivement masculine puis elle s'ouvre aux femmes à partir de 1998. Les juniors sont la catégorie d'âge comprise entre 18 et 20 ans.

## Éditions
| #  | Année | Lieu              |
| -- | ----- | ----------------- |
| 1  | 1975  | Marseille         |
| 2  | 1976  | Gdańsk            |
| 3  | 1977  | Sofia             |
| 4  | 1978  | Athènes           |
| 5  | 1979  | Debrecen          |
| 6  | 1980  |                   |
| 7  | 1981  |                   |
| 8  | 1982  |                   |
| 9  | 1983  |                   |
| 10 | 1984  | Lignano           |
| 11 | 1985  | Édimbourg         |
| 12 | 1986  | Donaueschingen    |
| 13 | 1987  | Belgrade          |
| 14 | 1988  | Athènes           |
| 15 | 1989  | Sarajevo          |
| 16 | 1990  | La Valette        |
| 17 | 1991  | Varna             |
| 18 | 1992  | Cardiff           |
| 19 | 1993  | Valence           |
| 20 | 1994  | Rome              |
| 21 | 1995  | Beer-Sheva        |
| 22 | 1996  | Prague            |
| 23 | 1997  | Séville           |
| 24 | 1998  | Sofia             |
| 25 | 1999  | Spała             |
| 26 | 2000  | Rijeka            |
| 27 | 2001  | Kalmar            |
| 28 | 2002  | Nuoro             |
| 29 | 2003  | Valence           |
| 30 | 2004  | Bourgas           |
| 31 | 2005  | Trenčín           |
| 32 | 2006  | Palerme           |
| 33 | 2007  | Puerto de la Cruz |
| 34 | 2008  | Durrës            |
| 35 | 2009  | Landskrona        |
| 36 | 2010  | Limassol          |
| 37 | 2011  | Bucarest          |
| 38 | 2012  | Eilat             |
| 39 | 2013  | Tallinn           |
| 40 | 2014  | Limassol          |
| 41 | 2015  | Klaipėda          |
| 42 | 2016  | Eilat             |
| 43 | 2017  |                   |